# Косач, Григорий Григорьевич
Григо́рий Григо́рьевич Коса́ч (1 сентября 1944, Чкалов — 29 мая 2022) — советский и российский арабист, историк, политолог. Специалист в области современных политических процессов в арабских странах. Профессор кафедры современного Востока Факультета истории, политологии и права РГГУ. Доктор исторических наук (1990). Эксперт Института Ближнего Востока, заместитель главного редактора журнала «Вестник Евразии». Был женат на Е. С. Мелкумян.

## Биография
В 1968 году окончил Институт восточных языков при МГУ по специальности «история арабских стран».
В 1968—1971 годах — сотрудник Государственного комитета СССР по телевидению и радиовещанию.
В 1971—1973 годах — сотрудник Государственного комитета по экономическому сотрудничеству в Кувейте.
В 1973—1976 годах служил в Советской Армии.
В 1976—1989 годах — преподаватель Института общественных наук. В 1979 году защитил кандидатскую диссертацию «Прогрессивный патриотический фронт Сирии: предпосылки, история создания, деятельность», в 1989 году — докторскую диссертацию «Становление коммунистических партий стран Ближнего Востока: Египет, Палестина, Сирия и Ливан-20-30-е гг.» (официальные оппоненты В. В. Вахрушев, Р. Г. Ланда, Н. А. Симония). В 1991 году получил звание профессора по специальности «мировая политика и международные отношения».
В 1989—2005 годах — преподаватель ИСАА при МГУ.
С 2005 года — профессор РГГУ.
С 2018 года — профессор кафедры региональных проблем мировой политики ФМП МГУ.

## Научное наследие
Специализировался на изучении вопросов, связанных с различными аспектами политического процесса в странах Арабского Востока (начало коммунистического движения в регионе, развитие палестинского национального движения, саудовская внешняя политика, советская/российская политика на Ближнем Востоке). Одновременно занимался проблемами российского регионализма, национальных и религиозных движений в российских регионах и в центральноазиатских государствах бывшего Советского Союза.

### Публикации
- Город на стыке двух континентов: оренбургское татарское меньшинство и государство. М., 1999.
- Красный флаг над Ближним Востоком? Компартии Египта, Палестины, Сирии и Ливана в 20-30-е годы. М., 2001.
- Внешняя политика Саудовской Аравии. Приоритеты, направления, процесс принятия решения. М., Институт изучения Израиля и Ближнего Востока. 2003 (в соавторстве с Е. С. Мелкумян).
- Татаввур ас-сияса аль-хариджийя ас-саудийя мин таасис ад-дауля иля бидая аль-исляхат (Эволюция саудовской внешней политики: от создания государства до начала процесса реформ) (в соавторстве с Е. С. Мелкумян). Эр-Рияд, Институт дипломатических исследований МИД Королевства Саудовская Аравия. 2005.
- Саудовская Аравия: внутриполитические процессы «этапа реформ» (конец 1990—2006 г.). М.: Институт Ближнего Востока, 2007.
- Ислам и мусульмане по материалам Восточного отдела ОГПУ. 1926 год. Нижний Новгород. Фонд имама Абу-Ханифы, Нижегородский исламский институт имени Х. Фаизханова. 2007. в соавторстве с Д. Ю. Араповым).
- Ислам в Оренбургской области (под ред. проф. А. В. Малашенко). М., Ино-Центр, 2008.
- Коммунисты Ближнего Востока в СССР. 1920—1930-е годы. М., РГГУ, 2009.
- Саудовский дипломатический корпус: этапы эволюции и источники формирования. М., Институт Ближнего Востока, 2008.
- Tajikistan: Political Parties in an Inchoate National Space // Yaacov Ro’i (Ed.). Muslim Eurasia: Conflicting Legacies. L., Frank Cass, 1995
- A Russian City between Two Continents: The Tatars of Orenburg and State Power // Nurit Schleifman (Ed.). Russia at a Crossroads. History, Memory and Political Practice. L., Frank Cass, 1998.
- Палестинская автономия: демократия и созидание национальной государственности // «Мировая экономика и международные отношения», М., № 12, 2000.
- Политический ислам в палестинском контексте: движение ХАМАС // Исламизм и экстремизм на Ближнем Востоке. М., Институт изучения Израиля и Ближнего Востока, Академия геополитики и безопасности, 2001.
- Организация освобождения Палестины: путь к созданию национальной государственности // Ближний Восток и современность. Вып. 11. М., Институт изучения Израиля и Ближнего Востока, 2001.
- Россия, Ближний Восток и арабский мир: к вопросу об основах взаимодействия // Россия на Ближнем Востоке. М., Институт изучения Израиля и Ближнего Востока. 2001 (в соавторстве).
- Саудовская Аравия и мусульманский мир: внутренний и внешний аспект финансовой помощи // Ближний Восток и современность. Вып. 12. Институт изучения Израиля и Ближнего Востока. М., 2001 (в соавторстве).
- Марксисты в контексте интифады: Демократический фронт освобождения Палестины // Ближний Восток и современность. Вып. 15. Институт изучения Израиля и Ближнего Востока. М., 2002.
- Саудовская внешняя политика: к вопросу о национальной интерпретации курса страны // Ближний Восток и современность. Вып. 16. Институт изучения Израиля и Ближнего Востока. М., 2002 (в соавторстве).
- Организация Исламская Конференция: региональное объединение в современном мире // Региональные организации. Современные тенденции развития. МГУ, Институт стран Азии и Африки, Москва 2003.
- Коммунисты в баасистском национальном контексте // Ближний Восток и современность. Вып. 18. Институт изучения Израиля и Ближнего Востока. М., 2003.
- Первые коммунисты Египта: попытка создать групповой портрет // «Восток», № 5, М., 2003.
- Republic of Tajikistan. Introduction (1,0 п.л.) and publication of political parties’ documents. Babak V., Vaisman D., Wasserman A. (Editors.). Political organization in Central Asia and Azerbaijan. Sources and Documents. L., Franc Cass, 2004.
- Палестинский коммунист 1920—1930 гг.: автобиография Али Либермана // «Восток», № 2, М., 2004.
- Саудовская Аравия после 11 сентября 2001 г.: внешняя политика в условиях антитеррористической кампании // Белокреницкий В.Я, Егорин А. З. (отв. редакторы). Ислам на современном Востоке. Регион стран Ближнего и Среднего Востока, Южной и Центральной Азии. М., 2004.
- Казахский «образованный класс» в Российской империи // Фурман Д. Е. (отв. редактор). Казахстан и Россия: общества и государства. М., 2004.
- Становление современных форм политической жизни на Востоке // История Востока. Т. IV. Восток в новое время (конец XVIII — начало XX в.). Книга 2. Институт востоковедения РАН, М., 2005.
- Арабский национализм или арабские национализмы: доктрина, этноним, варианты дискурса // Тишков В. А., Шнирельман В. А. (отв. редакторы). Национализм в мировой истории. М., Институт этнологии и антропологии РАН, 2007.
- Татарстан: религия и национальность в массовом сознании // Каариайнен К.[фин.], Фурман Д. Е. (отв. редакторы). Новые церкви, старые верующие — старые церкви, новые верующие. Религия в постсоветской России. М., Институт Европы РАН, Институт Евангелической Лютеранской церкви Финляндии, 2007.
- Ближневосточный конфликт: историческая ретроспектива, мифы арабизма и сионизма, современность // Тишков В. А., Шнирельман В. А. (отв. редакторы). Этничность и религия в современных конфликтах. М., Институт этнологии и антропологии РАН, 2012.